# Территориальная прелатура Уаутлы
Территориальная прелатура Уаутлы (лат. Territorialis Praelatura Huautlensis) — территориальная прелатура Римско-католической церкви с центром в городе Уаутла-де-Хименес, Мексика. Территориальная прелатура Уаутлы входит в митрополию Антекера. Кафедральным собором территориальной прелатуры Уаутлы является церковь святого Иоанна Крестителя.

## История
8 октября 1972 года Римский папа Павел VI издал буллу Ad bonum animorum, которой учредил территориальную прелатуру Уаутлы, выделив её из архиепархии Антекера. 
8 января 1979 года территориальная прелатура Уаутлы передала часть своей территории в пользу новой епархии Тустепека.

## Ординарии территориальной прелатуры
- епископ Hermenegildo Ramírez Sánchez (4.01.1975 — 15.10.2005);
- епископ Héctor Luis Morales Sánchez (15.10.2005 — 7.01.2011 — назначен епископом Нецауалькойотля);
- епископ José Armando Álvarez Cano (3.11.2011 — 11.05.2019 — назначен епископом Тампико);
- епископ Guadalupe Antonio Ruíz Urquín (27.06.2020 — по настоящее время).

## Источник
- Annuario Pontificio, Ватикан, 2005
- Булла Ad bonum animorum, AAS 65 (1973), стр. 118  (лат.)